# زملول نصف كروي
زملول نصف كروي (الاسم العلمي: Exobasidium hemisphaericum) هو نوع من الفطريات يتبع جنس الزملول من فصيلة الزملولية.